# Gornji Fodrovec
Gornji Fodrovec je naselje u Hrvatskoj u sastavu općine Svetog Petra Orehovca. Nalazi se u Koprivničko-križevačkoj županiji. 

## Zemljopis
Sjeverozapadno su Mokrice Miholečke i Fodrovec Riječki, sjeverno su Brezje Miholečko i Kusijevec, sjeveroistočno je Gorica Miholečka, istočno su Donji Fodrovec, rijeka i Brežani, jugoistočno su Ferežani, jezero, Kapela Ravenska, jugozapadno je Zaistovec.

## Stanovništvo
| broj stanovnika | 159   | 214   | 191   | 243   | 253   | 290   | 302   | 254   | 248   | 229   | 246   | 249   | 230   | 205   | 187   | 172   | 157   |
|                 | 1857. | 1869. | 1880. | 1890. | 1900. | 1910. | 1921. | 1931. | 1948. | 1953. | 1961. | 1971. | 1981. | 1991. | 2001. | 2011. | 2021. |